# Ємен (еялет)
13°19′00″ пн. ш. 43°15′00″ сх. д. / 13.316666666667° пн. ш. 43.25° сх. д.
Еялет або пашалик Ємен (осман. ایالت یمن) — адміністративно-територіальна одиниця Османської імперії. Існував у 1517—1636 та 1849—1872 роках. Утворився в результаті османських завоювань в Аравії (на теперішніх землях Ємену та Саудівської Аравії). У 1872 році перетворено на Єменський вілайєт.

## Історія

### Перший еялет
Внаслідок османо-мамелюцької війни 1516—1517 років було підкорено землі, що належали Мамелюкському Єгипту. Також встановлено владу османських султанів в Ємені. У 1517 році створено бейлербейство Ємен зі столицею в Забіді. На початку османи здобули підтримку місцевого населення з огляду на загрозу з боку Португалії, що здійснювало на той час активну експансію в Аравійському та Червоному морях. З 1530-х років перетворюється на важливу базу османського флоту в боротьбі проти Португальської Ост-Індії. В цей час турки діяли в союзі з Гуджаратом. У 1538 році взято під контроль регіон Хадрамаут (Південний Ємен).
Втім невдачі 1550-х років у боротьбі на морі з португальцями змусили османських султанів припинити активні дії в Індійському океані. У 1569 році завершилася структурування еялету (доєднано Сану та Забіду). До середини 1580-х років османські війська перейшли до оборони, зосередившись на керуванні провінцією. У 1591 році стає еялетом з адміністративним центром в Сані.
Постійні війни в Європі та проти Персії відволікали значні сили, тому утримувати Ємен становилося все важче. Османські залоги зосередилися у портах та значних містах, звідки здійснювали керували. Втім відсутність зовнішніх ворогів призвело до поновлення боротьби єменців за самостійність. До того ж тут залишалися впливовими шиїти-зейдити, що не сприймали владу османського султана-суніта та не визнавали його титул халіфа. Наприкінці 1590-х років повстання проти імперії очолив Касим Великий, який у 1613 році оволодів північним Єменом, а у 1617 році зайняв важливе місто-фортецю Сааду. До 1636 року османські залоги залишили Ємен. Провінція перестала існувати.

### Другий еялет
У середині 1830-х років Ємен було підкорено єгипетськими військами, долучено до держави Мухаммеда Алі. Втім поразки останнього у 1840 році у протистоянні з османською імперією, Великою Британією, Австрійською та Російською імперії призвело до послаблення держави. Османська адміністрація у 1841 році відновилася в Хіджазі, а у 1849 році османські війська відновили владу султана в Ємені, окрім південної частини, де став незалежним султанат Лахедж. Втім, невдовзі в Сані спалахнуло потужне повстання проти османського панування, тому фактично влада Османів зосередилася на узбережжі. Тут адміністративним центром стало місто Моха. До складу еялету увійшла частина Абісінського еялету.
Бойові дії тривали протягом 1850-х років. Відкриття у 1869 році Суецького каналу сприяло пересуванню військ та адміністрації з інших регіонів Османської імперії. В результаті у 1871 році було завдано рішучої поразки повсталим, в результаті чого відновлено владу в Північному Ємені. У 1872 році внаслідок адміністративно-територіальної реформи перетворено на вілайєт Ємен.

## Структура
Еялет з 1550-х років складався з 8 санджаків: Сана, Саада, Моха, Аден, Забід, Ходейда, Асір, Таїз.
Еялет у 1849 році складався з 3 санджаків: Моха, Абу Аріш, Массауа.

## Економіка
Основу становила торгівля з Індією та Східною Африкою. Через порти еялету проходили товари до Єгипту, звідки потрапляли до Стамбула, європейських провінцій Османів. Основу становили прянощі, спеції, бавовна, індиго. Досить розвиненим було землеробство, особливо на півдні. Тривалий час Ємен був одним з найбільшим постачальником кави. Також було розвинене рибальство, скотарство та садівництво.

## Очільники
- Мустафа-паша аль-Нашшар (1539—1549)
- Оздемир Паша (1549—1554)
- Мустафа Паша аль-Нашшар (1554—1555)
- Кара Шахін Мустафа-паша (1556—1560)
- Махмуд Паша (1561—1565)
- Ридван Паша (1565—1567)
- Осман Паша Озбемироглу (1569—1573)
- Мурад Паша (1576—1580) [5]
- Гасан Паша (1580—1604) [5]
- Джафар Паша (1607—1616) [5]
- Мехмед Паша (1616—1621) [5]
- Ахмад Фадлі Паша (1622—1624)
- Гайдар Паша (1624—1629) [5]
- Айдін Паша (1628—1630) [5]
- Кансух Паша (1629—1635)
- повалення османської влади (1636—1849)
- Мустафа Сабрі Паша (1850—1851)
- Мехмед Сірі Паша (1851)
- Бонапарт Мустафа Паша (1851—1852)
- Кирт Мехмед Паша (1852—1856)
- Бабанли Ахмед Паша (1856—1862)
- Мусуллу Алі Явер Паша (1862—1864)
- Бабанли Ахмед Паша (1864—1867)
- Тачірли Ахмед Паша (1867—1869)
- Халепли Алі Паша (1869—1871)
- Топал Бурсали Мехмед Редіф Паша (1871)